# 九三式戦車地雷

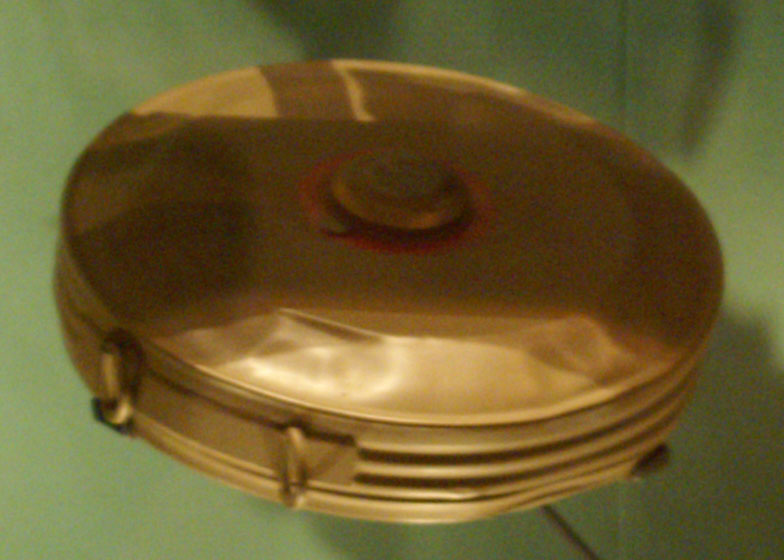
ロンドンのダックスフォード帝国戦争博物館にある九三式戦車地雷

九三式戦車地雷（きゅうさんしきせんしゃじらい）は、第二次世界大戦中に日本陸軍によって使用された円形の対戦車地雷である。1933年から使用された。追加の爆薬を地雷の下部に加えることで、破壊力を増大させることができる。「アンパン」の通称で呼ばれた。

## 開発

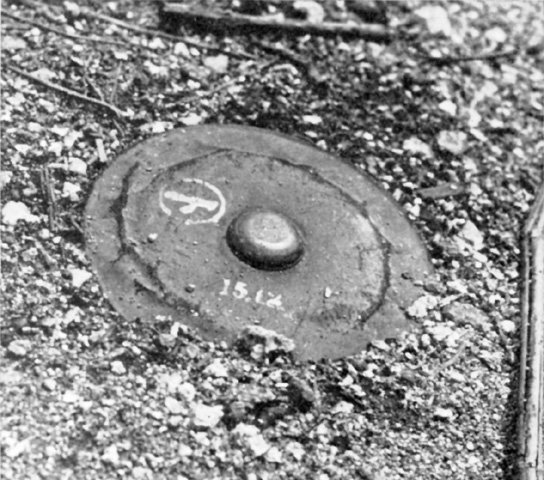
テニアン島、埋設状態

九三式戦車地雷は、対戦車用途を主眼とする。本地雷は戦車の履帯を破損させて行動不能にするのが役割であり、戦車を完全に破壊する効果はなかった。行動不能にした後は、（太平洋戦争末期の場合、）エンジンルーム上面に設置した布団爆雷を起爆させ完全に破壊するなどの運用が想定されていたという。
開発は昭和4年（1929年）6月1日に始まった。研究のための審査が行われ、結果はできるかぎり軽量化を目指すこととなった。昭和8年（1933年）4月から本格的に研究が行われ、同年5月、伊良湖射場にて爆薬を使用し、威力と薬量を算出した。試験には八九式中戦車を使用し、履帯の最も頑強な部分を切断するには炸薬670gが必要と判明した。形状は円盤状とするのが適当とされた。6月に予備試験を実施し、試製に入った。地雷は、幅158mm、高さ55.8mm、炸薬量700g、総重量1,150gとされた。7月に完成した試製品を習志野演習場で試験し、信管高さの低減、履帯との地雷の密着などの改修すべき点が明らかになった。8月に伊良湖射場で再試験を行った。試験車両は同じく八九式中戦車であった。この試作型はそれまでの地雷と比較して、威力は約2個分だった。10月、形状を円盤型に決定した。12月には輸送試験が駄載、車載にて行われ、安全が確認された。昭和9年（1934年）1月、北満州チチハル付近で寒地試験が行われた。信管を一部修正し、実用に達した。

## 構造と運用
円盤形金属製で、本体円周部には環（外縁部に2ヶ所）と紐（外縁部に2ヶ所）が対称に付いており、地雷同士の結合や、紐を伸ばしての投擲に使用できる。作動は圧力発火による。140kgの荷重が信管にかかると、信管内部の駐栓が切れ、撃針が解放される。撃針はばねによって推進し、雷管を叩いて発火させる。駐栓は太さを変更することで切断荷重を変更することができ、対人用として使用することもできた。
九三式地雷信管は全長45.5mm、直径18mm、重量約50gで、防湿のため収容筒内に1個ずつ密封して保管される。信管にも撃針ストッパーとなる、安全螺という安全装置がある。これは、信管の頂点に取りつけられたキャップ状のねじ蓋のことで、キャップには「安」の字が印されている。信管は接続覆いを除去して地雷の中央にねじ込み接続する。
地雷本体には安全器があり、信管装着後にも信管と蓋螺（地雷の上面中央部にある蓋）の間にこの安全器が装着され、「安」の文字を表示してストッパーがかかっていることを示す。信管装着の際には、安全器の安の字を上方に向け、安全器の上下に塞環をあて、これを信管の上部にはめこみ、最後に蓋螺をつける。使用の直前には螺蓋を外し、安全器を除去してから用いる。
九三式戦車地雷は通常1個を埋設し、威力を補う際には2個の底部を合わせ、付属の紐を結束して埋設する。地表から5センチ以下の深さに埋設することとされ、軟弱地では底に板を敷いて用いた。凍結地帯や道路上では、本体が地面よりもわずかに高く露出するよう埋設することとされた。設置時に安全器・安全螺は捨てないよう指示された。

## 仕様

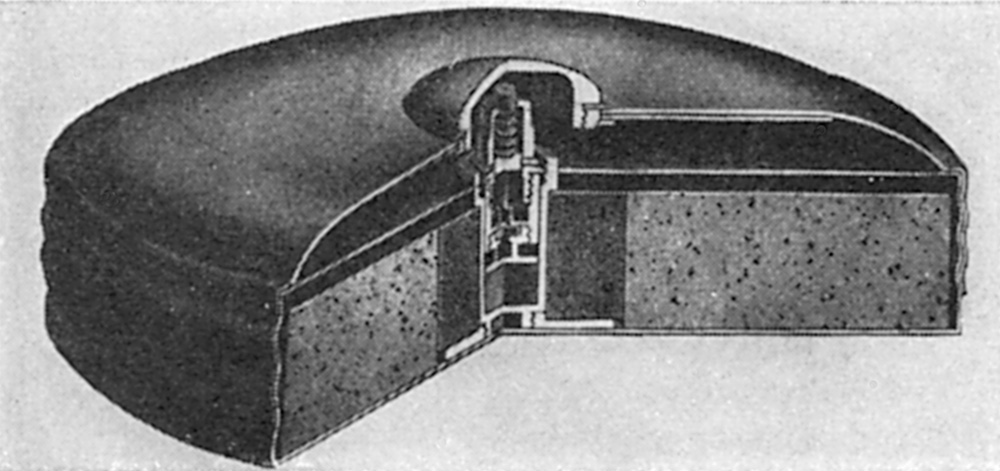
断面図

- 直径：17cm
- 全高：5cm
- 全重：1,450g
- 炸薬量：890g（黄色薬）
- 作動荷重：140kg

## 事件
2023年2月、福岡県岡垣町のアカウミガメの産卵場所として知られる海岸で、元自衛隊の男性が110番で「旧日本軍の九三式戦車地雷を見つけた」という旨の通報を行い、自衛隊が出動した。地雷には安全装置がかかっていたが、信管が入っていて起爆能力を持っていたことを自衛隊が確認した。